# 小行星4612
小行星4612（4612 Greenstein）是一颗绕太阳运转的小行星，为主小行星带小行星。该小行星于1989年5月2日发现。

## 轨道参数
小行星4612的轨道半长轴为2.5551811 UA，离心率为0.142。